# 迪斯卡弗里 (馬里蘭州弗雷德里克縣)
迪斯卡弗里（英語：Discovery）是位於美國馬里蘭州弗雷德里克縣的一個非建制地區。

## 地理
迪斯卡弗里所處的海拔為高於海平面103米（即338英呎），而該地所採用的時區為UTC-5，即北美东部時區（EST）。同時該地設有夏令時間，為UTC-5調快一小時，即UTC-4（EDT）。